# Asım Bezirci
Asım Bezirci (* 1927 in Erzincan; † 2. Juli 1993 in Sivas) war ein türkischer Dichter und Schriftsteller.

## Leben
Bezirci wurde 1927 in Erzincan geboren, wo er auch die Grundschule besuchte. Als Sohn einer völlig mittellosen Familie hatte er das Glück unter 126 Bewerbern einen der beiden Stipendiatenplätze für das Internat in Erzurum zu gewinnen, das er bis zum Abschluss der Oberschule besuchte. Anschließend studierte er in Istanbul türkische Sprache und Literatur. Nach Abschluss des Studiums begann er 1950 zunächst für die Zeitschrift Gerçek zu schreiben. Aufgrund seiner Artikel wurden unter der Repressionspolitik der damaligen DP-Regierung allein acht Strafverfahren gegen ihn eingeleitet und er musste Monate in Haft verbringen, bis er in allen Verfahren freigesprochen wurde. Seit 1955 widmete er sich gänzlich der Literatur und Literaturkritik. Er bearbeitete und brachte die Werke zahlreicher türkischer Schriftsteller heraus, übersetzte mehrere europäische Dichter und Schriftsteller ins Türkische, ebenso übertrug er Literatur aus der osmanischen Zeit ins Neutürkische. Asim Bezirci war im Vorstand der Schriftstellergewerkschaft TYS sowie Mitglied im Friedenskomitee. Zeitlebens bekannte er sich zum Sozialismus. Er hinterlässt ein Werk von 68 Büchern und ungezählten Zeitschriftenaufsätzen.
Asim Bezirci kam am 2. Juli 1993 bei dem Brandanschlag auf das Madımak-Hotel in Sivas um.

## Werke
- 1950 Sonrasında Hikâyecilerimiz
- Abdülhak Hamit
- Bilimden Yana
- Edebiyat Bahçesinde
- Güle Dil Verenler
- Halk Ve Sosyalizm İçin Kültür Ve Edebiyat
- Halkımızın Diliyle Barış Şiirleri
- İkinci Yeni Olayı
- Nazım Hikmet
- Nezihe Meriç
- Nurullah Ataç
- Orhan Kemal Yaşamı, Sanatı, Eserleri
- Orhan Veli Yaşamı, Kişiliği, Sanatı, Eserleri
- Pir Sultan Yaşamı, Kişiliği, Sanatı, Şiirleri
- Rıfat Ilgaz
- Sabahattin Ali
- Seçme Hikâyeler
- Seçme Romanlar
- Sosyalizme Doğru
- Temele Gül Dikenler
- Türk Yunan Dostluk Şiirleri
- Şairlerimizin Diliyle Barış